# Sebbeterode
Sebbeterode ist ein Ortsteil der Gemeinde Gilserberg im nordhessischen Schwalm-Eder-Kreis.
Das Dorf hat etwa 350 Einwohner und ist nach der Fläche mit 14,79 km² das größte Dorf der Gemeinde.

## Geographische Lage

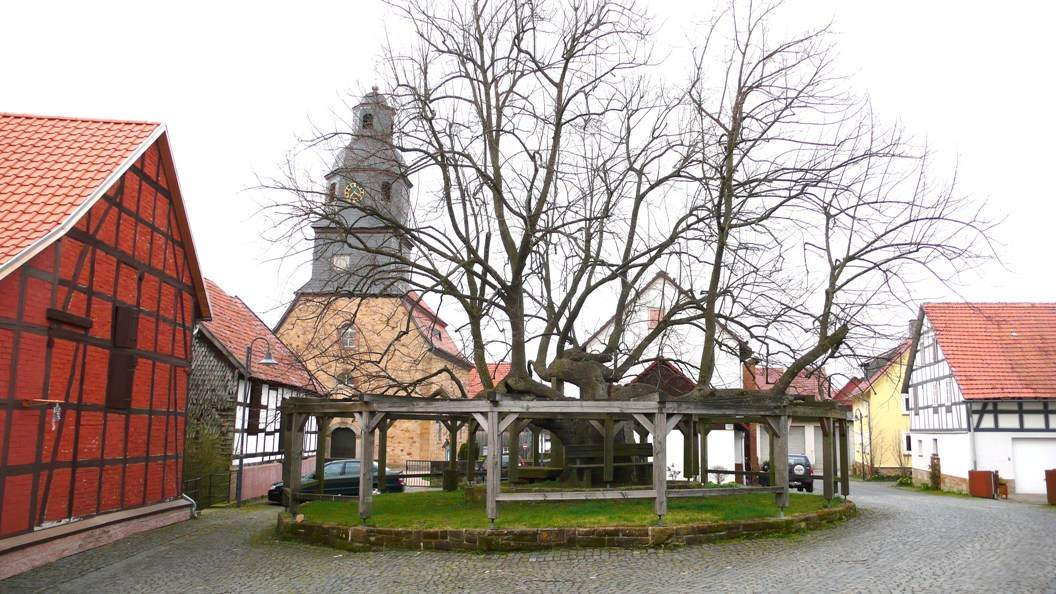
Dorflinde und Kirche im Ortszentrum

Sebbeterode liegt knapp 3 km nordöstlich des Kernorts Gilserberg auf einem Rücken, der nach Norden und Osten zum Tal des Treisbachs abfällt. Im Dorfzentrum befindet sich in erhöhter Lage die evangelische Kirche mit der Dorflinde. In Ortsnähe verläuft die Bundesstraße 3.
Zu Sebbeterode gehören die nordöstlich des Ortes gelegene Buchenmühle und das südlich des Ortes gelegene Forsthaus Treisbach.

## Geschichte

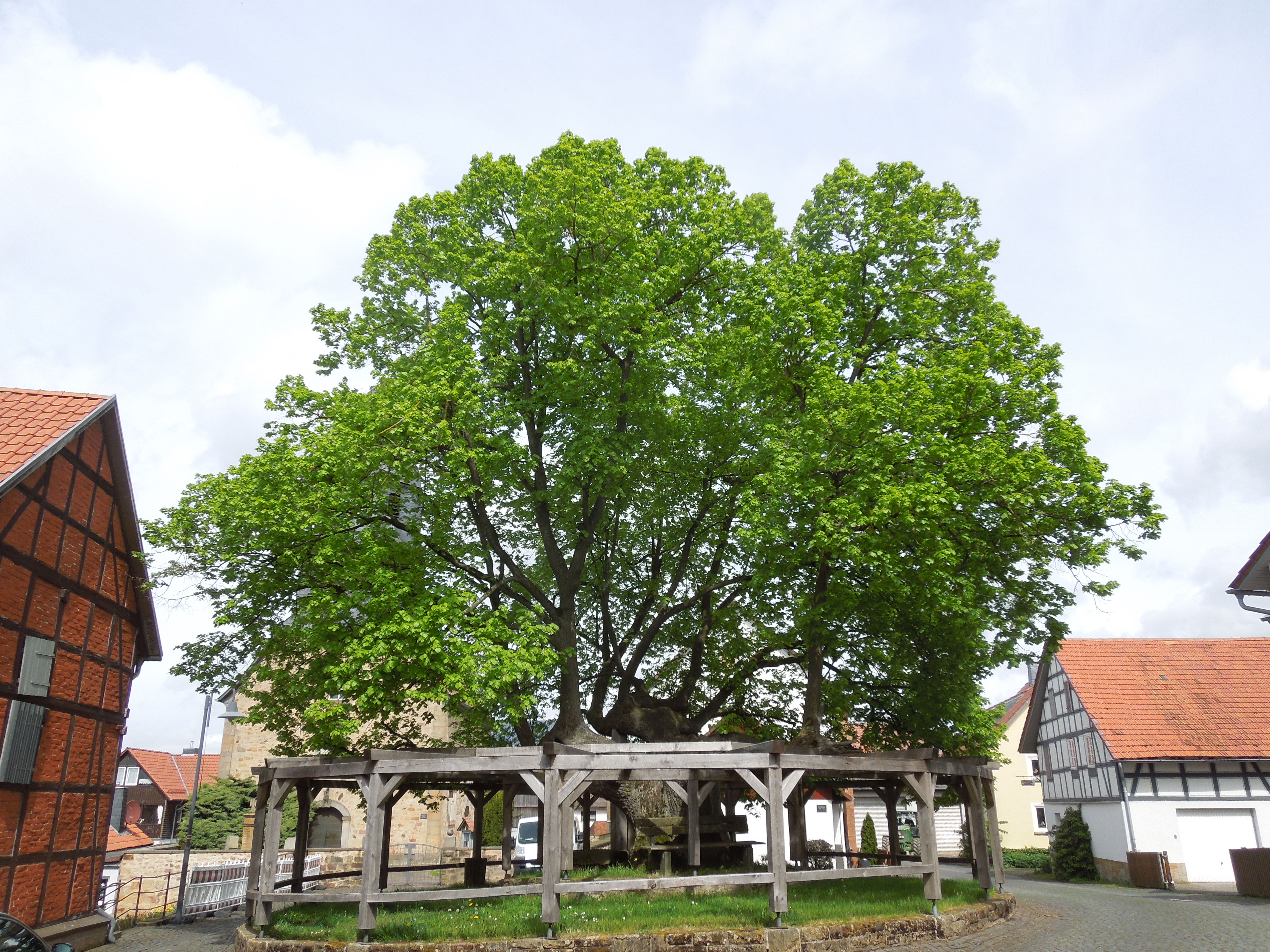
Die Dorflinde

Die älteste bekannte schriftliche Erwähnung von Sebbeterode erfolgte unter dem Namen Sigewarterode im Jahr 1201. Im Jahr 1426 belehnte das Erzbistum Mainz den Grafen Johann II. von Ziegenhain mit dem Dorf, der es dem Amt Schönstein zuordnete. Seit 1450, als das Geschlecht der Grafen von Ziegenhain mit Johann II. erlosch, ist Sebbeterode hessisch. 1728 vernichtete ein Brand den Großteil von Dorf und Kirche. Von 1821 bis 1973 gehörte der Ort zum Landkreis Ziegenhain.
Im Zuge der hessischen Gebietsreform wurde die bis dahin selbständige Gemeinde zum 1. Januar 1974 kraft Landesgesetz ein Ortsteil der Großgemeinde Gilserberg im neu gebildeten Schwalm-Eder-Kreis. Für alle nach Gilserberg eingegliederten ehemals eigenständigen Gemeinden wurden Ortsbezirke mit Ortsbeirat und Ortsvorsteher nach der Hessischen Gemeindeordnung gebildet.

## Bevölkerung
Einwohnerstruktur 2011
Nach den Erhebungen des Zensus 2011 lebten am Stichtag, dem 9. Mai 2011, in Sebbeterode 384 Einwohner. Darunter waren 3 (0,8 %) Ausländer.
Nach dem Lebensalter waren 63 Einwohner unter 18 Jahren, 150 zwischen 18 und 49, 84 zwischen 50 und 64 und 87 Einwohner waren älter.
Die Einwohner lebten in 153 Haushalten. Davon waren 39 Singlehaushalte, 36 Paare ohne Kinder und 60 Paare mit Kindern, sowie 15 Alleinerziehende und 3 Wohngemeinschaften. In 27 Haushalten lebten ausschließlich Senioren und in 99 Haushaltungen lebten keine Senioren.
Einwohnerentwicklung
| Quelle: Historisches Ortslexikon |                                  |
| • 1585:                          | 30 Hausgesesse                   |
| • 1639:                          | 23 Männer, zwei Witwen           |
| • 1681:                          | 15 20 Hausgesesse, ein Ausschuss |
| • 1776:                          | 44 Wohnhäuser, 271 Einwohner     |

| Sebbeterode: Einwohnerzahlen von 1776 bis 2016 | Sebbeterode: Einwohnerzahlen von 1776 bis 2016 | Sebbeterode: Einwohnerzahlen von 1776 bis 2016 | Sebbeterode: Einwohnerzahlen von 1776 bis 2016 | Sebbeterode: Einwohnerzahlen von 1776 bis 2016 |
| --- | ---------------------------------------------- | ---------------------------------------------- | ---------------------------------------------- | ---------------------------------------------- |
| Jahr |                                                |                                                |                                                | Einwohner                                      |
| 1776 | 1776                                           |                                                | 271                                            | 271                                            |
| 1800 | 1800                                           |                                                | ?                                              | ?                                              |
| 1834 | 1834                                           |                                                | 430                                            | 430                                            |
| 1840 | 1840                                           |                                                | 442                                            | 442                                            |
| 1846 | 1846                                           |                                                | 438                                            | 438                                            |
| 1852 | 1852                                           |                                                | 427                                            | 427                                            |
| 1858 | 1858                                           |                                                | 416                                            | 416                                            |
| 1864 | 1864                                           |                                                | 388                                            | 388                                            |
| 1871 | 1871                                           |                                                | 362                                            | 362                                            |
| 1875 | 1875                                           |                                                | 352                                            | 352                                            |
| 1885 | 1885                                           |                                                | 390                                            | 390                                            |
| 1895 | 1895                                           |                                                | 390                                            | 390                                            |
| 1905 | 1905                                           |                                                | 352                                            | 352                                            |
| 1910 | 1910                                           |                                                | 373                                            | 373                                            |
| 1925 | 1925                                           |                                                | 389                                            | 389                                            |
| 1939 | 1939                                           |                                                | 403                                            | 403                                            |
| 1946 | 1946                                           |                                                | 541                                            | 541                                            |
| 1950 | 1950                                           |                                                | 554                                            | 554                                            |
| 1956 | 1956                                           |                                                | 470                                            | 470                                            |
| 1961 | 1961                                           |                                                | 438                                            | 438                                            |
| 1967 | 1967                                           |                                                | 450                                            | 450                                            |
| 1980 | 1980                                           |                                                | ?                                              | ?                                              |
| 1990 | 1990                                           |                                                | ?                                              | ?                                              |
| 2000 | 2000                                           |                                                | ?                                              | ?                                              |
| 2011 | 2011                                           |                                                | 384                                            | 384                                            |
| 2016 | 2016                                           |                                                | 369                                            | 369                                            |
| Datenquelle: Historisches Gemeindeverzeichnis für Hessen: Die Bevölkerung der Gemeinden 1834 bis 1967. Wiesbaden: Hessisches Statistisches Landesamt, 1968. Weitere Quellen: LAGIS; Gemeinde Gilserberg; Zensus 2011 |                                                |                                                |                                                |                                                |

Historische Religionszugehörigkeit
| Quelle: Historisches Ortslexikon |                                                                    |
| • 1861:                          | 387 evangelisch-reformierte (=100 %) Einwohner                     |
| • 1885:                          | 389 evangelische (=99,74 %), ein katholischer (= 0,26 %) Einwohner |
| • 1961:                          | 395 evangelische (= 90,18 %), 41 katholische (= 9,36 %) Einwohner  |

Historische Erwerbstätigkeit
| • 1776: | zwei Wagner, drei Schmiede, ein Maurer, ein Schuhmacher, zwei Schneider, ein Leineweber, drei Wirte, drei Pottaschensieder, 20 Tagelöhner, drei Schäfer, ein Müller |
| • 1838  | Familien: 32 Ackerbau, 16 Gewerbe, 28 Tagelöhner |
| • 1961  | Erwerbspersonen: 166 Land- und Forstwirtschaft, 63 produzierendes Gewerbe, 11 Handel und Verkehr, 13 Dienstleistungen und Sonstiges                                 |

## Politik
Für Sebbeterode besteht ein Ortsbezirk (Gebiete der ehemaligen Gemeinde Sebbeterode) mit Ortsbeirat und Ortsvorsteher nach der Hessischen Gemeindeordnung.
Der Ortsbeirat besteht aus fünf Mitgliedern. Bei den Kommunalwahlen in Hessen 2021 betrug die Wahlbeteiligung zum Ortsbeirat 69,59 %. Alle Kandidaten gehörten der „Freien Wählergemeinschaft Sebbeterode“ an. Der Ortsbeirat wählte Mehrtach Grösser zum Ortsvorsteher.

## Evangelische Kirche

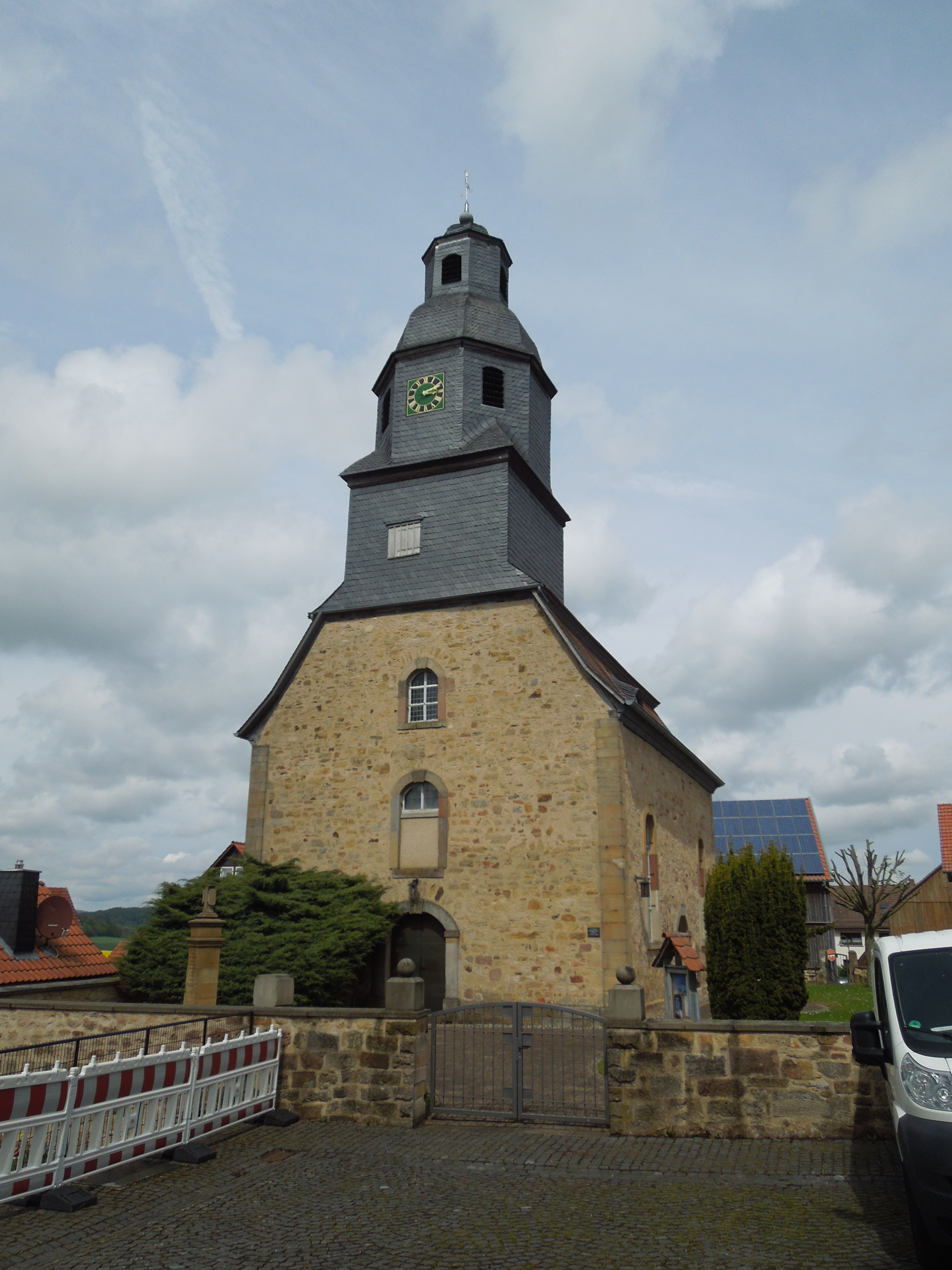
Die ev. Dorfkirche

1506 wurde Sebbeterode erstmals als Pfarrort erwähnt. Heute ist der Ort Sitz eines seit dem 16. Jahrhundert bestehenden evangelischen Kirchspiels, zu dem die Nachbardörfer Gilserberg und Schönau gehören.
Die bestehende Kirche wurde 1735–40 erbaut. Über dem Eingang findet sich die Jahreszahl „1735“ mit den Initialen „FR“ (= Fridericus Rex) für den 1730–1751 regierenden Landgrafen Friedrich I. von Hessen-Kassel, der seit 1720 König von Schweden war. Die weitgehend originale Ausstattung wird durch die dreiseitig umlaufende Empore, die Kanzel mit Schalldeckel und den Chorstand bestimmt. Der spätgotische Taufstein mit einer Kreuzigung Christi zwischen Maria und Johannes stammt aus der evangelischen Kirche zu Schönau. Der Orgelprospekt entstand 1794–99. Bemerkenswert ist der an der Südseite der Kirche außen angebrachte Grabstein für Johann Christophel Zülch (1680–1750), der für 35 Jahre in der Gemeinde das Predigtamt bekleidete. Mittlerweile gehört auch Moischeid zum Kirchspiel.

## Sport
Der erfolgreichste Sportverein des Dorfes ist der Tischtennisclub (TTC) Sebbeterode, der viele Saisons in der Verbandsliga spielte und zwei Saisons (1996/97 und 1997/98) in der Hessenliga, der höchsten Klasse des Landes, aktiv war. Nach einer Fusion spielt die 1. Mannschaft mittlerweile als TTC Sebbeterode-Winterscheid in der Saison 2016/17 in der Bezirksoberliga. Die Reserve spielt zurzeit in der Bezirksliga. Mit Dieter Eckhardt war im Jahr 1964 ein Spieler des Vereins hessischer Vizemeister im Schülerbereich.